# スヴェン・セロンイェル

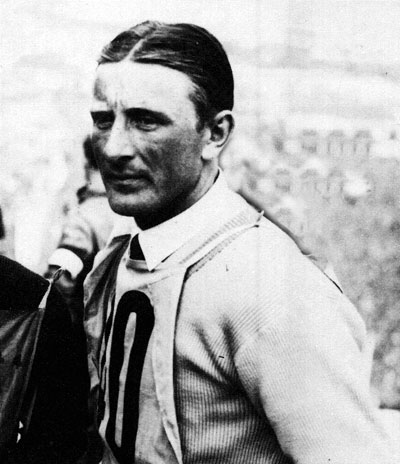
Sven Selånger 1939.

スヴェン・セロンイェル（Sven Ivan Selånger、一般にスヴェン・エリクソンSven Erikssonとして知られる。1907年3月19日 - 1992年11月9日）はスウェーデン、セロンイェル(現スンツヴァル)出身の元スキージャンプ、ノルディック複合選手。

## プロフィール
1928年のサンモリッツオリンピックに初出場、ジャンプで31位、複合では6位となる。1930年代になると大活躍を見せる。1931年のノルディックスキー世界選手権で銅メダルを獲得。1932年レークプラシッドオリンピックでジャンプ4位、複合5位、1933年の世界選手権ではジャンプ銅メダル、複合では金メダルを獲得した。
エリクソンという姓はスウェーデンではよくある姓であるので区別のためこのころからスヴェンは出身地名のセロンイェルを名乗るようになる。
1936年ガルミッシュパルテンキルヒェンオリンピックでスウェーデンにジャンプで初のメダル（銀メダル）をもたらした。
1939年にスヴェンはノルウェー人以外で初めてホルメンコーレン大会で優勝、ホルメンコーレン・メダルとw:en:Svenska Dagbladet Gold Medalも受賞した。
第二次世界大戦中の1941年の世界選手権で銅メダルを獲得したが、FISは1946年に、同大会は多くの国が政治状況に基づいてそれに参加することができなかったので非公認とする決定を下した。